# كومسومولسك
كومسومولسك (بالروسية: Комсомольск) هي إحدى مدن روسيا في الكيان الفدرالي الروسي إيفانوفو أوبلاست.

## أعلام
- أليكساندر باجينوف